# Mecanització electroquímica

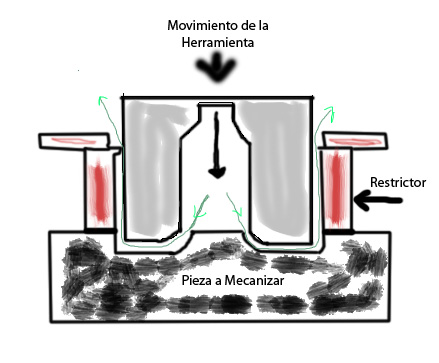
Croquis de màquina electroquímica

La mecanització electroquímica és un procés en el qual el material s'elimina per la seva dissolució anòdica en un corrent ràpid d'electròlit. Es tracta bàsicament d'un procés desgalvanoplàstic en el qual l'eina és el càtode i la peça és l'ànode, per la qual cosa tots dos han de ser conductors elèctrics, i l'electròlit s'encarrega d'arrossegar els llots fins a un filtre de decantació.
En el procés l'eina es connecta al càtode i la hi fa avançar cap a la peça a una velocitat constant adaptada a la velocitat de dissolució dels elèctrodes, mantenint un interstici de 0,07 a 0,75 mm entre tots dos. Aquest interstici evita el curtcircuit entre els elèctrodes i a través d'ell hi circula el corrent d'electròlit que arrossega els residus de la descomposició química del metall de la peça.
Les característiques dels elements i paràmetres són:

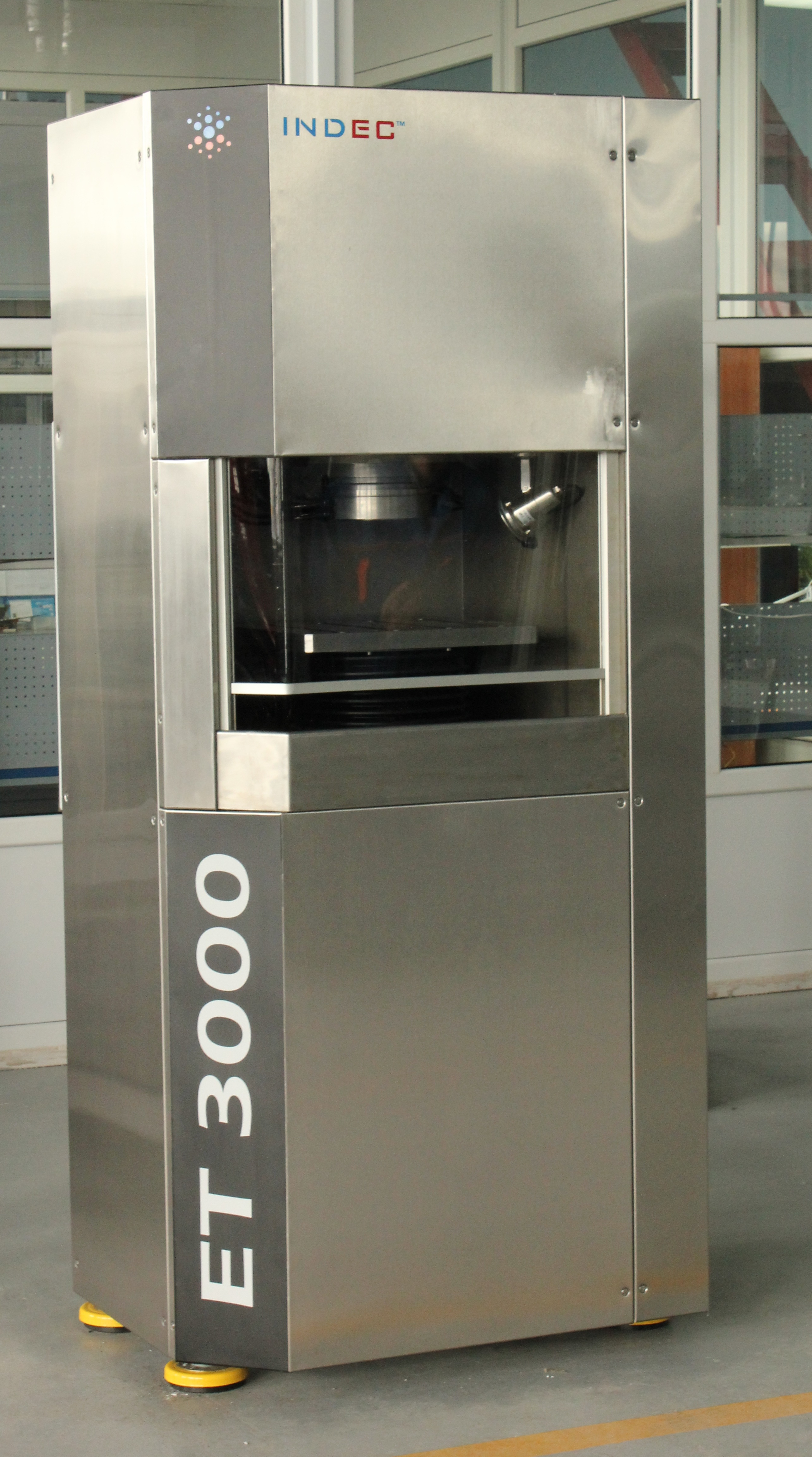
una ET 3000 de mecanització electroquímica fabricada per INDEC, Rússia.

- Eina: es construeix en coure principalment, encara que també s'empra el llautó, l'acer inoxidable, el grafit recobert de coure per evitar la seva erosió, i els aliatges de wolframi-coure que tenen molt bona resistència a aquest efecte de les espurnes. L'eina roman inerta enfront de les reaccions químiques primàries que es produeixen, de manera que no es desgasta, si bé en la realitat es produeixen una sèrie de reaccions secundàries que en provoquen una lenta degradació.

- Electròlit: són solucions altament conductores, de sals inorgàniques en aigua, fonamentalment NaCl, clorur de potassi, nitrat de sodi, treballant a temperatures de 30-50 °C, amb velocitats de flux del corrent de 15 a 60 m/s, i amb pressions de 15 bars.

- Peça: el material de la peça ha de ser conductor. Generalment s'empra aquest procés per a la mecanització de metalls de gran duresa, i s'obté una superfície lliure de tensions residuals i sense alteració de l'estructura cristal·logràfica. A més, les peces queden lliures de rebaves i no els calen operacions posteriors d'acabat.

- Paràmetres del procés: característiques principals dels paràmetres del procés.

Tensió: contínua, de 6 a 35 V
Intensitat: de 10 a 10.000 A
Densitat de corrent: de 2,3 a 3,1 A/mm²
VEM: valors habituals són d'1,5 a 2,0 cm³/min/1.000 A
Velocitat de penetració: fins a més de 2,5 mm/min en aliatges durs

## Aplicacions
Pel que fa a les aplicacions, s'empra en la mecanització de materials molt durs, en els casos en què es necessiti una superfície lliure de tensions residuals o quan les característiques geomètriques de la peça ho exigeixin. Es poden aconseguir toleràncies de ±0,025 mm en treballs molt fins de precisió dimensional.

## Variants

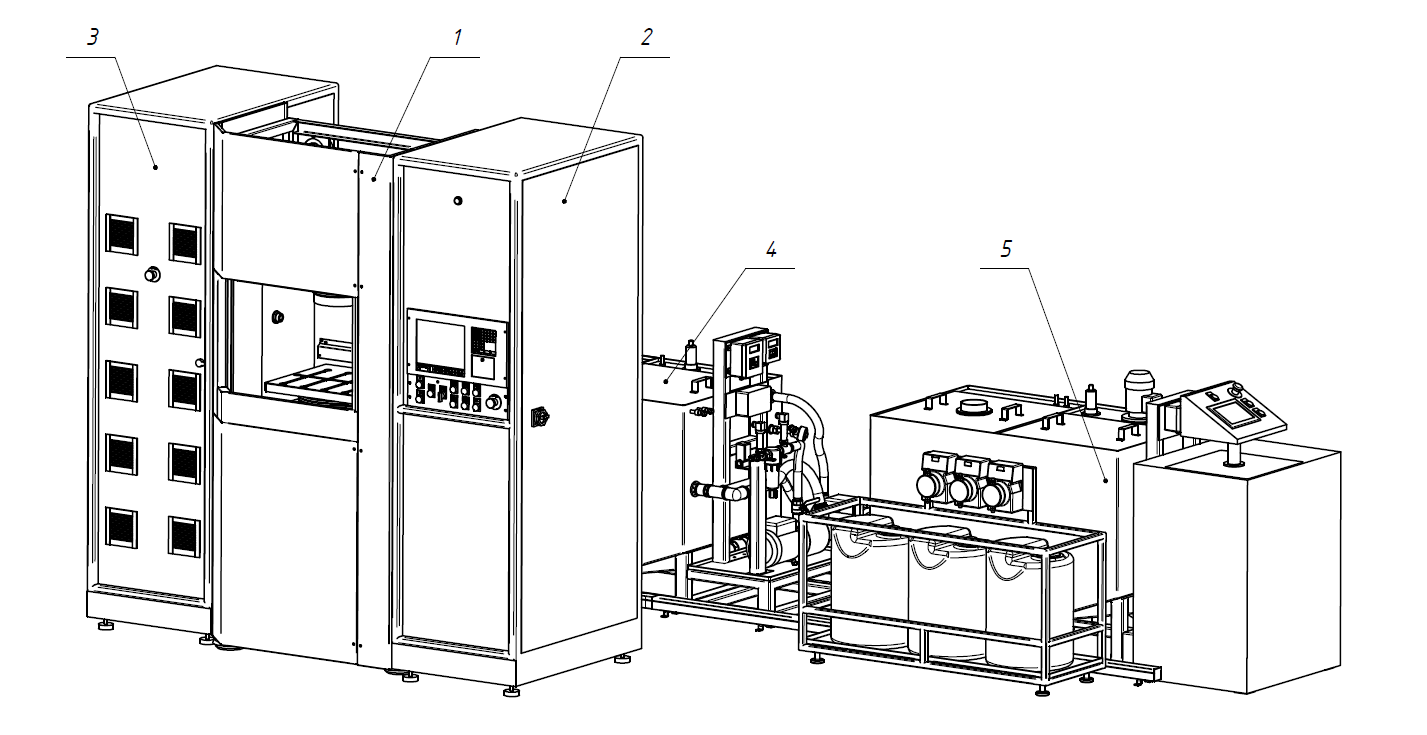
ECM ЕT 3000

Existeixen moltes variants del mecanització electroquímica, algunes d'elles són:
- Poliment electroquímic: és el mateix procés que el MEQ però sense avanç. Amb velocitats d'electròlit i densitats de corrent menors de manera que es generen superfícies d'acabat molt fi, amb valors de Ra de l'ordre de 0,25 a 0,30 µm.

- Trepant electroquímic: s'empra per produir forats de diàmetre molt petit, pel que s'empren voltatges elevats i electròlits àcids. L'eina és un filtre de vidre estirat amb elèctrode interior, sent l'interstici de 0,03 a 0,06 mm. Presenta l'avantatge que es poden mecanitzar simultàniament múltiples forats. En materials com el Ni i el Co es poden obtenir forats de 0,1 a 0,75 mm de diàmetre.

- Rectificació electroquímica: en aquest cas l'elèctrode és un queixal que el seu abrasiu són grànuls de diamant natural en brut, sent l'aglomerant un metall. La missió de l'abrasiu és aïllar les parts metàl·liques dels elèctrodes mantenint l'interstici, escombrar els residus i arrencar encenall si el queixal es posa en contacte amb la peça. Aquest procés s'aplica gairebé amb exclusivitat a l'afilat d'eines de metall dur.

- Desbarbat electroquímic: la peça a desbarbar s'introdueix en un tambor rotatori aïllat elèctricament que conté dos elèctrodes de corrent, i s'afegeixen a l'electròlit unes esferes de grafit que es carreguen per introducció gràcies als elèctrodes, de manera que adquireixen un potencial elèctric suficient d'un costat a un altre de l'interstici esfera-peça per provocar la mecanització electroquímica. Com que la densitat de corrent en els sortints de les rebaves és major que en les superfícies llises de la peça, les primeres s'eliminen preferentment, i es produeix un petit canvi dimensional en la peça.